# Habsburg Erzsébet osztrák főhercegnő
Ausztriai Erzsébet (Linz, Ausztria, Szent Római Birodalom, 1526. július 9. – Vilnius, Litvánia, 1545. június 15.), Lengyelország királynéja 1543 és 1545 között. Ő volt I. Ferdinánd német, magyar és cseh király (később német-római császár) és Magyarországi Anna legidősebb gyermeke. 1543-ban kötött házasságot II. Zsigmond Ágosttal, akit ekkorra már Lengyelország királyává koronáztak, noha édesapja, I. Zsigmond lengyel király még élt. A házassága rövid és boldogtalan volt, a fiatal Erzsébet 1545-ben egy epilepsziás roham következtében hunyt el, mindössze tizennyolc éves korában. Nem születtek gyermekei.

## Életrajza

### Ifjúkora

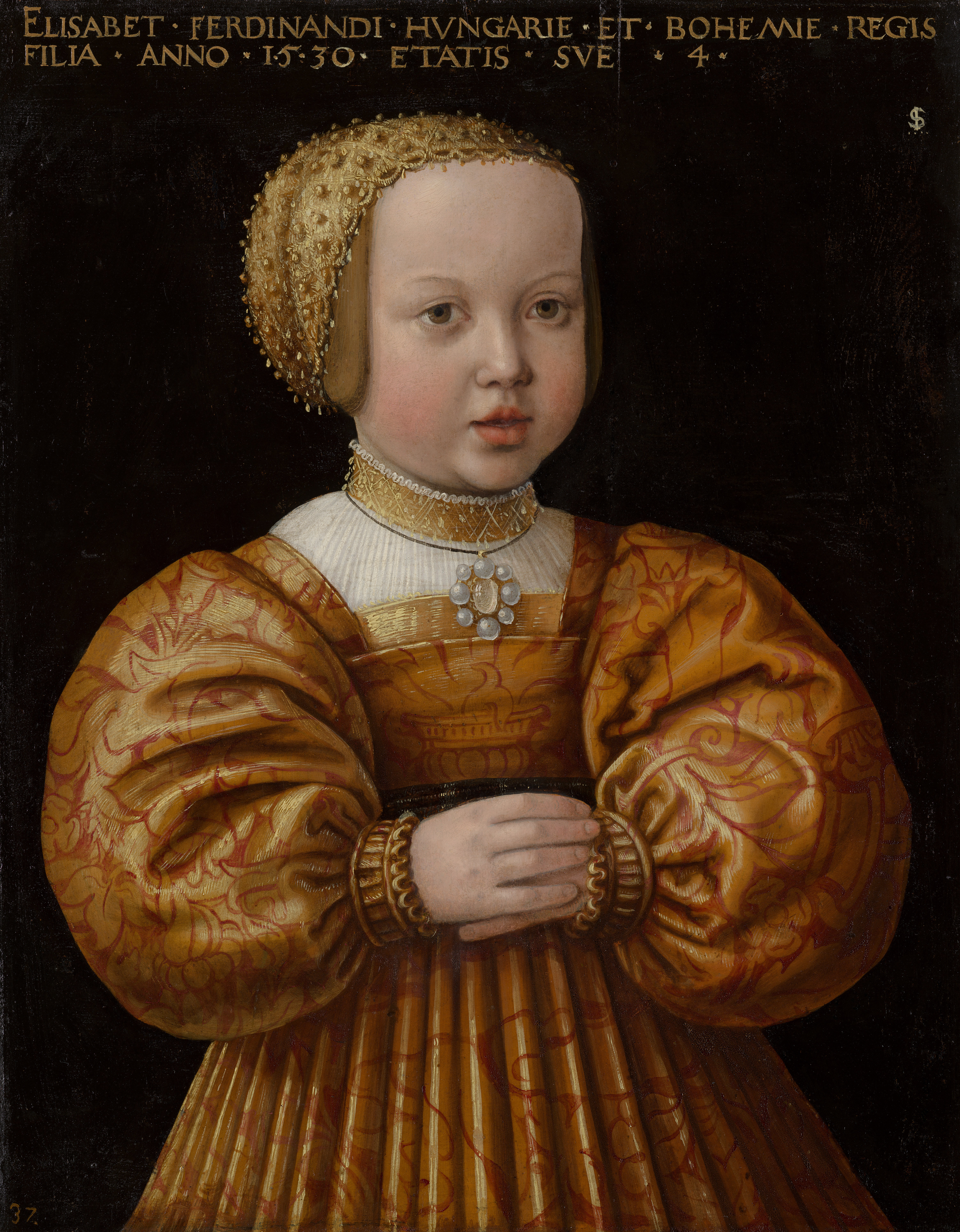
Az ifjú Erzsébet hercegnő négy éves korában 1529-ben, Jacob Seisenegger osztrák festő munkáján

Erzsébet 1526. július 9-én született Linzben, a Habsburg-ház tagjaként. Édesapja Ferdinánd osztrák főherceg, V. Károly német-római császár öccse volt. Apja nem sokkal születését követően formált igényt előbb Csehország, majd Magyarország trónjára, fivére jóvoltából pedig 1531-ben a rómaiak királyává is megkoronázták. Édesanyja a Jagelló-házból való Magyarországi Anna volt, a korábbi II. Ulászló magyar és cseh király egyetlen leánya. A hercegnő nem sokkal a mohácsi csata (augusztus 29.) előtt született, nagybátyja, II. Lajos magyar király halálát megelőzően.
Gyermekkora nagy részét Innsbruckban töltötte. Neveléséről Kaspar Ursinus Velius német humanista gondoskodott, aki szigorú fegyelem mellett, jó oktatásban részesítette. Lengyelül annak ellenére sem tanították, hogy már nagyon korán, egy éves kora körül megszületett a terv Zsigmond Ágosttal való házasságáról.

### Házassága körülményei

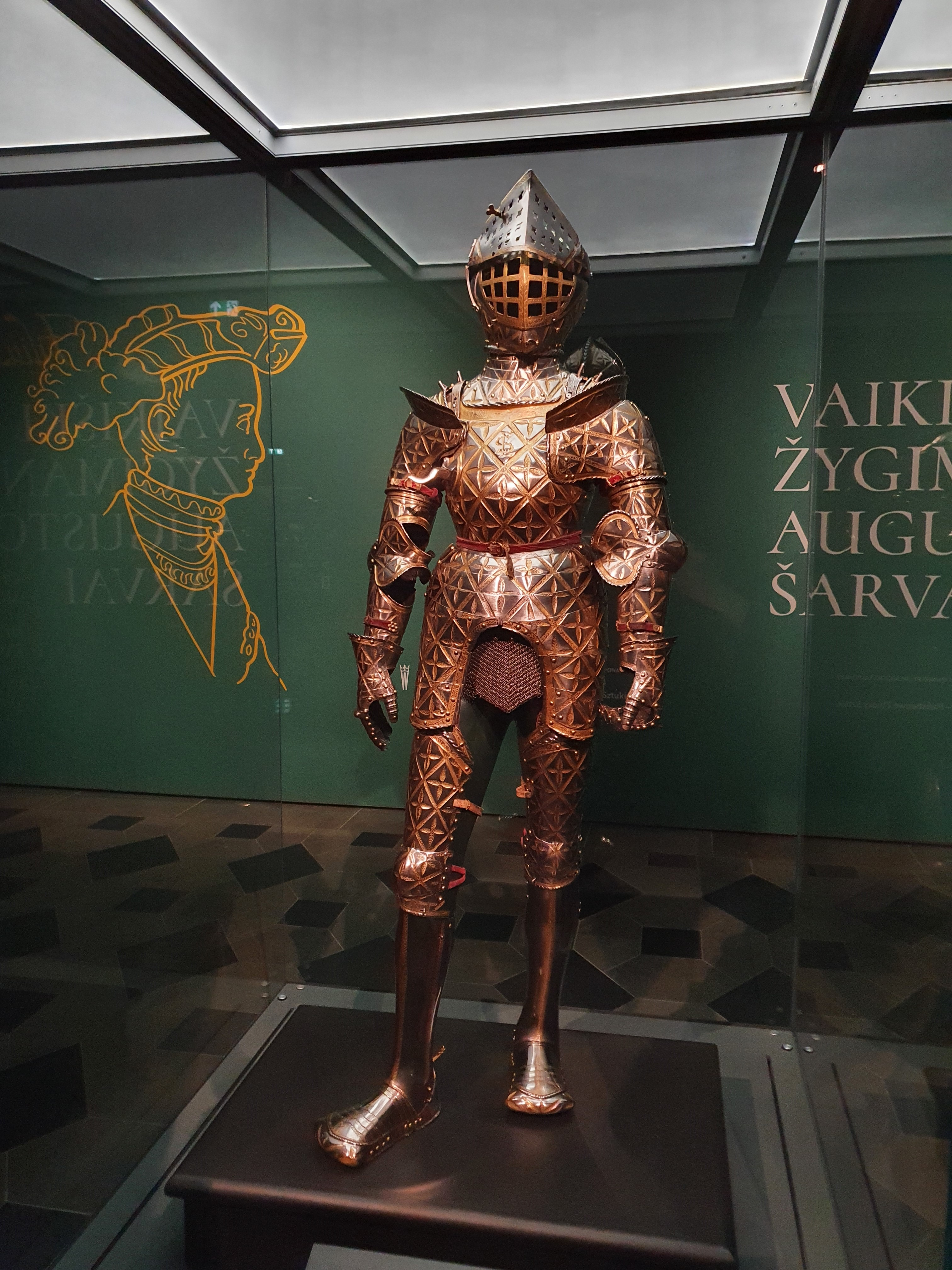
Zsigmond Ágost aranyozott kosztümpáncélja, amelyet I. Ferdinánd készíttetetett vejének 1533-ban, Erzsébettel kötött eljegyzése alkalmából

Mivel 1526 augusztusában örökös nélkül halt meg II. Lajos, így Erzsébet apja, Ferdinánd, valamint az erdélyi vajda, Szapolyai János versengtek a magyar trónért. Ferdinánd a Habsburg–Jagelló házassági szerződés értelmében tartott igényt a koronára, míg Szapolyait a magyar nemesség nagy része mellett I. Zsigmond lengyel király is támogatta. A Habsburgok Erzsébet frigyét a lengyel trónörökössel azért szorgalmazták, hogy ezzel megszüntessék a lengyelek támogatását Szapolyai felé. Azonban Bona Sforza lengyel királyné nem támogatta a frigyet, mert tartott a Habsburgok egyre növekvő befolyásától, az ő kiszemeltje fia számára Franciaországi Margit volt.
1530 februárjában a tíz éves Zsigmond Ágostot még apja életében lengyel királlyá (Vivente rege) koronázták, hogy ezzel is biztosítva legyen öröksége. György szász–meisseni herceg követei is részt vett a koronázáson, majd ezt követően megkezdték a házassági tárgyalásokat Ferdinánd nevében Erzsébet és a trónörökös között. Az ifjú király házasságát egy Habsburg-hercegnővel Krzysztof Szydłowiecki, a korona nagykancellárja is támogatta, majd az előzetes házassági szerződést 1530. november 10–11-én írtak alá Poznańban. A szerződés értelmében a frigyre 1533-ban kerül sor, amikor Erzsébet eléri a hét éves kort, a hozományt pedig 100 000 dukátban állapítják meg.
Erzsébet és Zsigmond Ágost közeli rokoni kapcsolatban álltak, révén, hogy mindketten IV. Kázmér lengyel király leszármazottjai voltak: Zsigmond Ágost a lengyel király unokája, míg Erzsébet annak dédunokája volt. A felmenők közelsége okán VII. Kelemen pápa hozzájárulására volt szükség, amit 1531. augusztus 24-én kaptak meg. A végleges házassági szerződést azonban csak 1538. június 16-án írták alá Breslauban, Bona királyné ellenállása és késleltetése miatt. A szerződés nem különbözött az 1530-ban kötött előzetestől, kivéve a menyasszony életkorát, amelyet újonnan tizenhat évben határozták meg. Az eljegyzési szertartásra képviselők útján 1538. július 17-én került sor Innsbruckban.

### Lengyelország királynéjaként

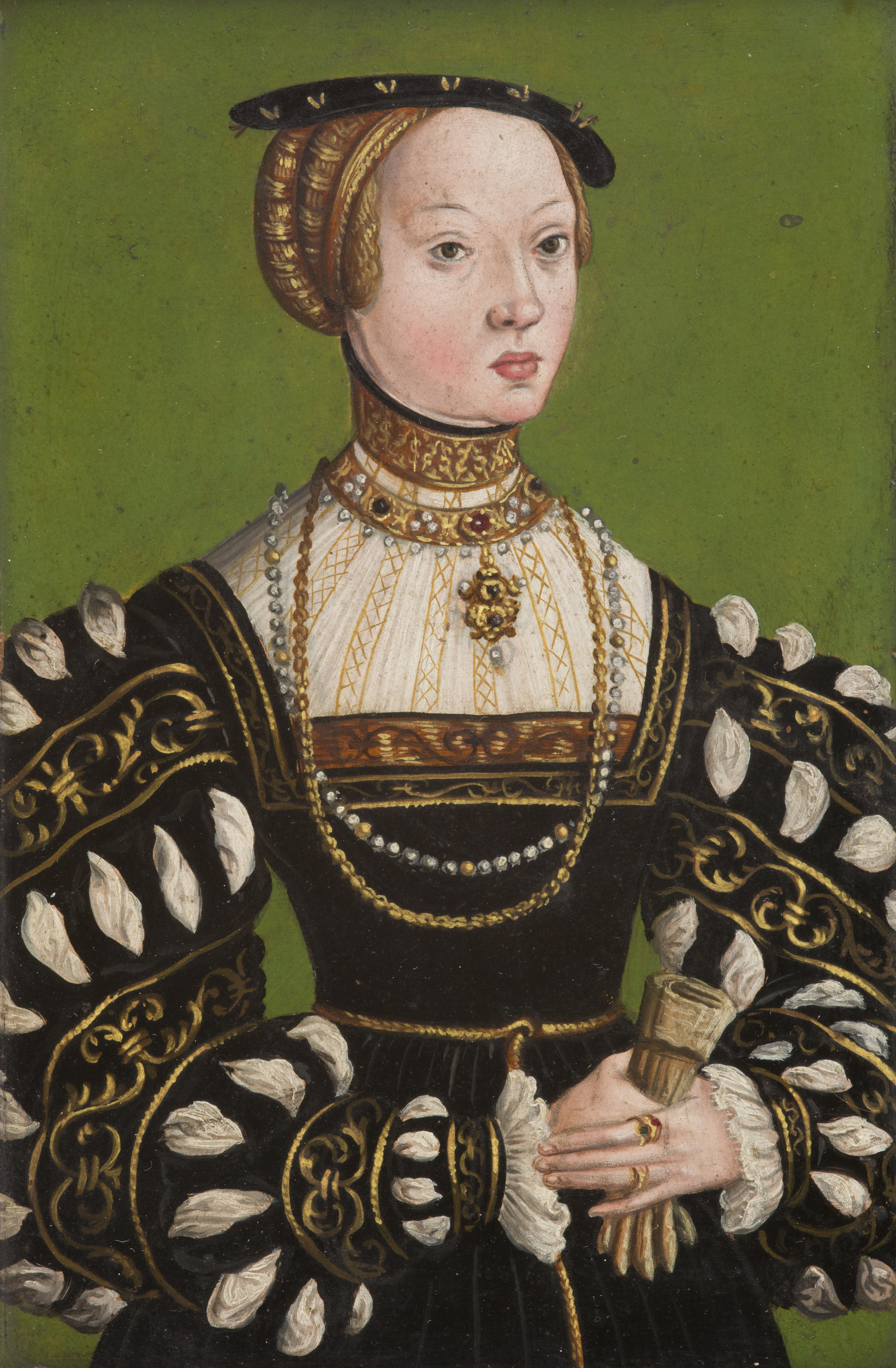
Erzsébet királyné posztumusz portréja 1551 körül (Ifjabb Lucas Cranach műhelye). Ezzel együtt készült egy portré Zsigmond Ágost szeretőjéről majd második hitveséről, Barbara Radziwiłłównáról is

Erzsébet 1543. április 21-én indult el tizenkétfős kíséretével Bécsből. Olomoucba érve Samuel Maciejowski płocki püspök fogadta ezerötszáz fős lovagokból álló kíséretével. Végül 1543. május 5-én érkezett meg Krakkóba, amikor is először találkozhatott Zsigmond Ágosttal. Még ezen a napon a tizenhat éves Erzsébet hozzáment a huszonkét éves trónörököshöz. Az esküvőt a waweli székesegyházban celebrálták, ezzel együtt Lengyelország királynéjává is megkoronázták. Ez még inkább fokozta Bona Sforza királyné ellenszenvét, aki amúgy is ellene volt a frigynek.
Házasságuk a kezdetektől boldogtalan volt. Zsigmond Ágost nem találta vonzónak fiatal feleségét, mellette pedig továbbra is fenntartotta más nőkkel való kapcsolatait. Az amúgy is szelíd természetű és félénk Erzsébet szigorú katolikus nevelésben részesült, engedelmességre tanították, így szó nélkül tűrte hitvese hűtlenségét. Emellett anyósa, Bona királyné nyíltan kifejezte ellenérzéseit és támadta őt. A lengyel nemesség szimpátiáját ugyanakkor elnyerte: egy fiatal, kedves nőt láttak benne, akit férje figyelmen kívül hagy, anyósa pedig gúnyolódása célpontjává tesz. Apósa, I. Zsigmond király is rokonszenvezett vele, ám feleségével szemben már nem védte meg.
Nem sokkal az esküvőt követően a pestisjárvány elérte Krakkót, így a királyi család menekülni kényszerült. A fővárost elhagyva Zsigmond Ágost a Litván Nagyfejedelemségbe utazott, míg a király és a királynék más-más lengyel településeken vészelték át a járványt. Az ifjú pár egy év távollét után találkozott újra Bresztben. 1544-ben aztán Erzsébet hitvesével együtt Vilniusba költözött. Zsigmond Ágost megkapta apjától a Nagyhercegség kormányzásának jogát, ami közel állt a szívéhez. Itt az ifjú király eleinte próbálta fenntartani a boldog házasság látszatát, hogy megnyugtassa a Habsburgokat, ám ekkorra feltehetőleg már szeretője, a litván nemesi származású Barbara Radziwiłłówna volt a figyelme központjában. Emellett Zsigmond Ágost továbbra is viszolygott attól, hogy testileg érintkezzen Erzsébettel, mivel taszította az amúgy is gyenge egészségű leány epilepsziás rohamokkal járó betegsége.
1545 tavaszára Erzsébet egészsége tovább romlott, egyre gyakoribb rohamok gyötörték. Zsigmond Ágost kérni akarta apósát, Ferdinándot, hogy küldje el saját orvosait, ám ez már nem történhetett meg, mivel az ifjú királyné 1545. június 15-én, mindössze tizennyolc éves korában elhunyt egy roham következtében. Temetésére július 24-én került sor: a vilniusi székesegyházban helyezték el férje nagybátyja, a korábbi király, Jagelló Sándor mellé. Férje nem sokkal Erzsébet halálát követően feleségül vette szeretőjét, Barbarát. A titkos esküvőre 1547 nyarán került sor. Egyes nem bizonyított feltételezések szerint a nőt anyósa, Bona királyné mérgeztette meg és okozta 1551-ben bekövetkezett halálát. Barbarát később Erzsébettel egy kriptába helyezték el a vilniusi székesegyházban. Mivel egyik feleségétől sem születtek gyermekei, így Zsigmond Ágost 1553-ban harmadjára is megházasodott: Erzsébet egyik húgát, Ausztriai Katalint vette feleségül.